# Henry Wisner
Henry Wisner (* 1720 in Florida, Orange County, Provinz New York; † 4. März 1790 in Goshen, New York) war ein US-amerikanischer Politiker. In den Jahren 1775 und 1776 war er Delegierter für New York im Kontinentalkongress.

## Werdegang
Henry Wisner erhielt eine akademische Ausbildung und arbeitete dann in der Immobilienbranche. Später betrieb er in der Nähe von Goshen eine Getreidemühle. Darüber hinaus war er Richter (Assistant Judge) am Berufungsgericht seiner Heimat. Zwischen 1759 und 1769 saß er im kolonialen Abgeordnetenhaus von New York. In den 1770er Jahren schloss er sich der Revolutionsbewegung an. 1775 gehörte er dem dortigen Provinzialkonvent an. In den Jahren 1775 und 1776 vertrat er seinen Staat im Kontinentalkongress. Dort war er für die Annahme der Unabhängigkeitserklärung der Vereinigten Staaten. Allerdings hatte er von seinem Staat nicht die Befugnis, für diese Erklärung zu stimmen oder diese zu unterschreiben. In den Jahren 1776 und 1777 war er Mitglied des Provinzialkongresses. Als er von den Munitions- und Pulverproblemen der Kontinentalarmee hörte, errichtete er in der Umgebung von Goshen drei Pulverfabriken zur Versorgung der Streitkräfte. Im Jahr 1777 war er auch Mitglied der Kommission zur Ausarbeitung der Staatsverfassung von New York. Bis 1778 war er auch Mitglied eines Ausschusses zur militärischen Befestigung des Hudson River.
Von 1777 bis 1782 saß Wisner im Senat von New York. Er gründete eine Schule in seinem Wohnort Goshen und war Vorstandsmitglied der University of the State of New York. 1788 gehörte er zur Versammlung seines Staates, die die Verfassung der Vereinigten Staaten ratifizierte. Er starb am 4. März 1790.